# Pilatus PC-9

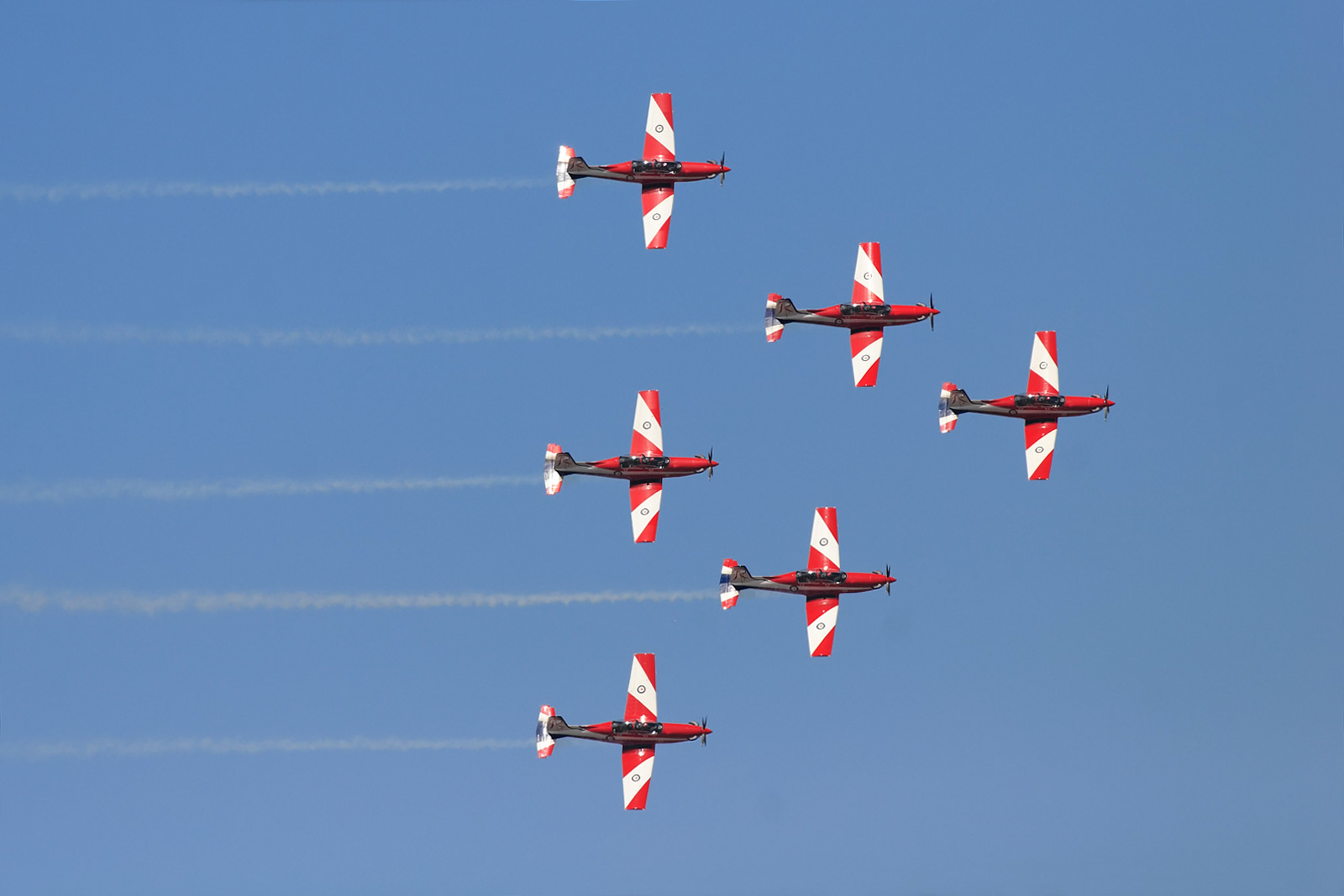
PC-9-Formationsflug der RAAF Roulettes beim Melbourne Grand Prix 2008

Die Pilatus PC-9 ist ein zweisitziges Schulflugzeug mit Turboprop-Antrieb des Flugzeugherstellers Pilatus aus der Schweiz.

## Geschichte
Die Entwicklung des Fortgeschrittenentrainers begann im Mai 1982. Der erste Prototyp der PC-9 startete am 7. Mai 1984 zu seinem Erstflug und erhielt im September 1985 seine Zulassung. Die Maschine verlor in diesem Jahr zwar die Ausschreibung für ein neues Trainingsflugzeug der Royal Air Force gegen die brasilianische Embraer EMB 312 Tucano, konnte in den nächsten Jahren jedoch etliche Kunden gewinnen. Größere Bestellungen erfolgten aus Australien, Saudi-Arabien und Thailand, hier wird sie u. a. vom Kunstflugteam Blue Phoenix der Royal Thai Air Force eingesetzt. Neben der angestammten Rolle als Schulflugzeug erwies sich die PC-9 auch für weitere Zwecke geeignet. Zum Beispiel beschaffte die Schweizer Luftwaffe ein Dutzend dieser Maschinen zum Zielschlepp und für andere Spezialaufgaben. In Deutschland wird die PC-9 unter anderem von der Firma Qinetiq von Kiel-Holtenau aus zur Ausbildung von Jägerleitoffizieren des Einsatzführungsdienstes sowie von Fliegerleitoffizieren (JTAC) der streitkräftegemeinsamen taktischen Feuerunterstützung der deutschen Luftwaffe verwendet.
Zusammen mit der Firma Hawker Beechcraft (zu dem Zeitpunkt noch Raytheon Aircraft Company) entwickelte Pilatus eine strukturell verstärkte und mit moderneren Systemen ausgerüstete Version der PC-9. Diese als Beechcraft T-6 bezeichnete Maschine gewann die Ausschreibung der US-amerikanischen Luftstreitkräfte für ein neues Schulflugzeug.

## Konstruktion
Sie gleicht optisch ihrem Vorgängermuster Pilatus PC-7, stellt jedoch eine Neukonstruktion dar. Nur 10 Prozent der Bauteile wurden von der PC-7 übernommen. Unter anderem verfügt die PC-9 über eine stärkere Turbine, ein moderneres Cockpit mit mehreren Multifunktionsanzeigen und Head-Up-Display sowie eine Luftbremse zwischen den Hauptfahrwerken. Zur Rettung der Besatzung sind im Cockpit zwei moderne Schleudersitze Martin-Baker Mk.CH11A eingebaut.

## Versionen
- Pilatus nutzte die Erkenntnisse aus der Zusammenarbeit mit Raytheon und führte 1997 die verbesserte Version PC-9M ein.
- PC-9/A: Version für Australien
- PC-9/F: Version der Schweizer Luftwaffe
- PC-9/B: Ausführung als Zielschleppflugzeug für die Bundeswehr
- PC-9 MkII: Ursprüngliche Bezeichnung für die Hawker-Beechcraft T-6A Texan II
- PC-9M: Version ab 1997 mit Verbesserungen an Seitenleitwerk, Tragflächen und der Triebwerkssteuerung
- PC-7 MkII M: Heutige Standardversion mit modularem Rumpf, der sowohl für die PC-7 als auch PC-9 verwendet werden kann

## Verbreitung

### Militärische Betreiber
Angola

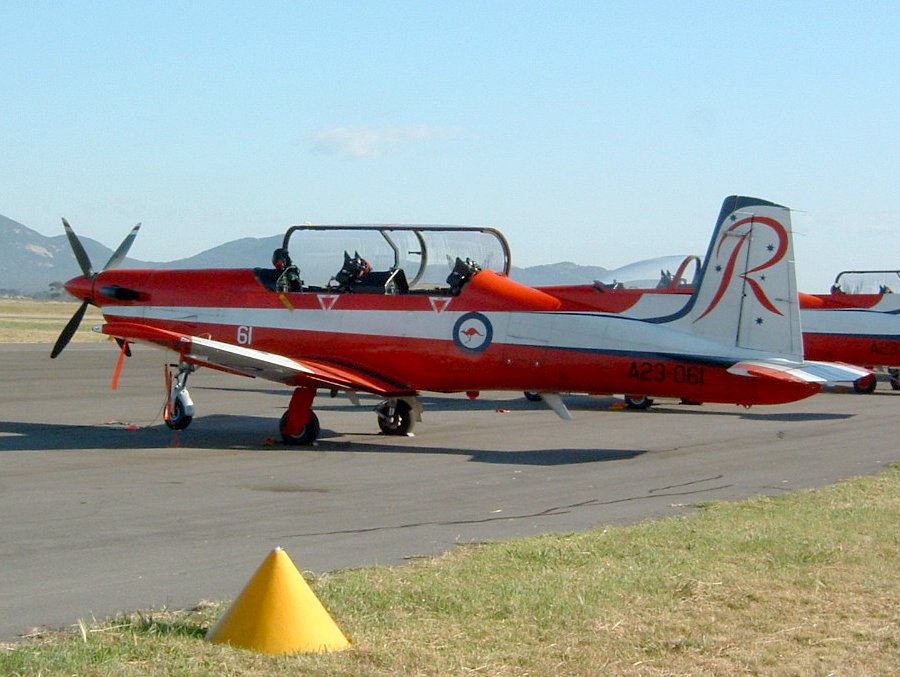
Pilatus PC-9 des Kunstflugteams Roulettes der australischen Luftwaffe

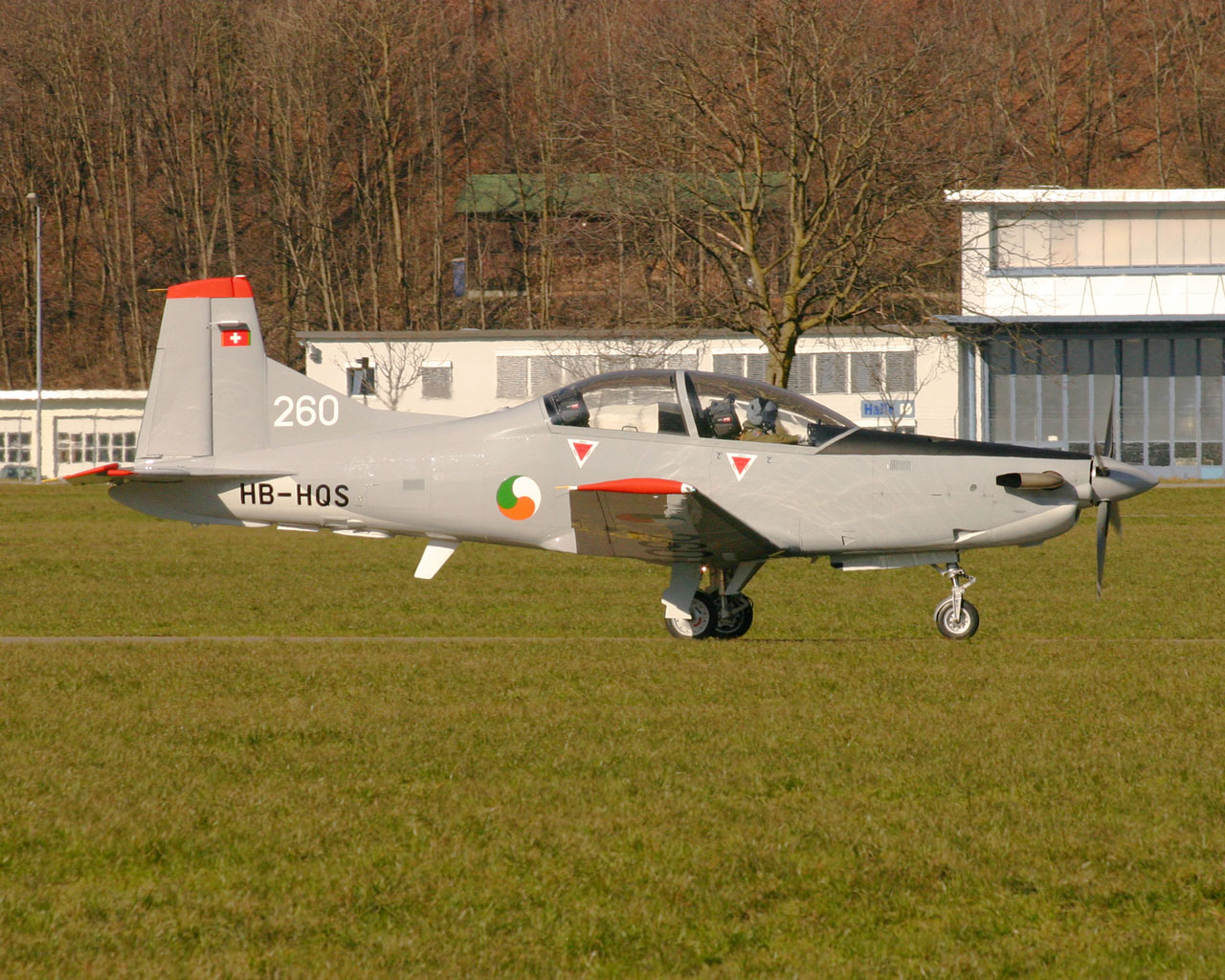
Pilatus PC-9M. Irish Defence Forces in Buochs

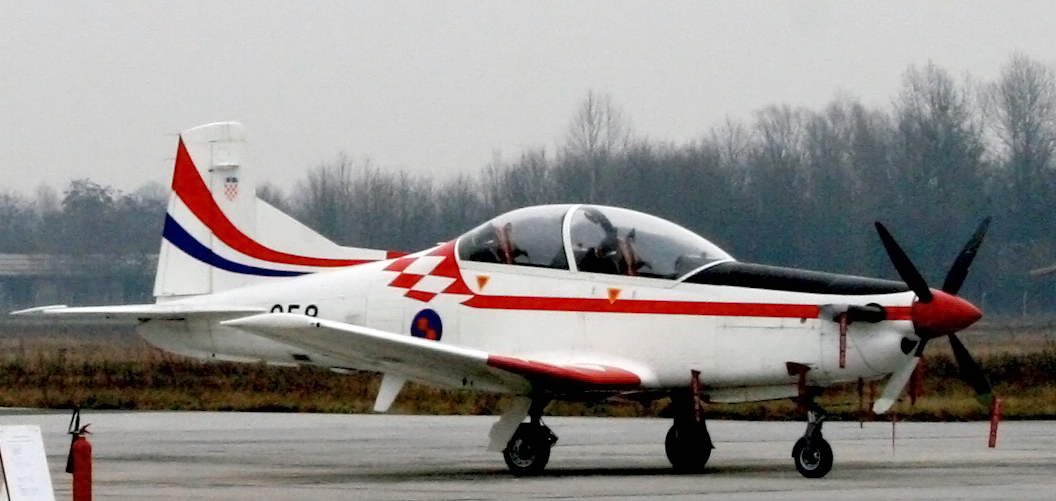
Pilatus PC-9M, kroatische Luftwaffe

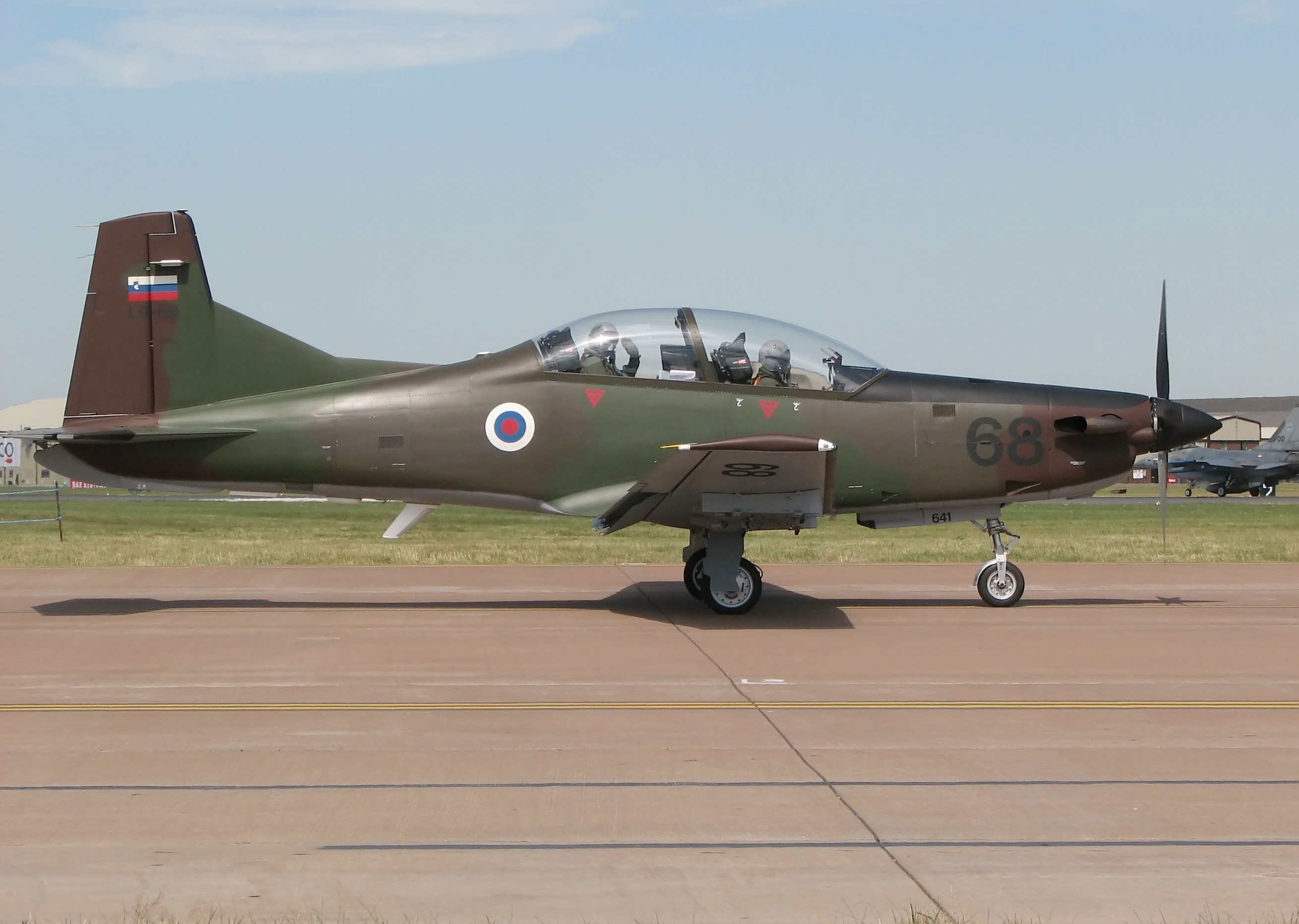
Slowenische PC-9M Hudournik (Swift)

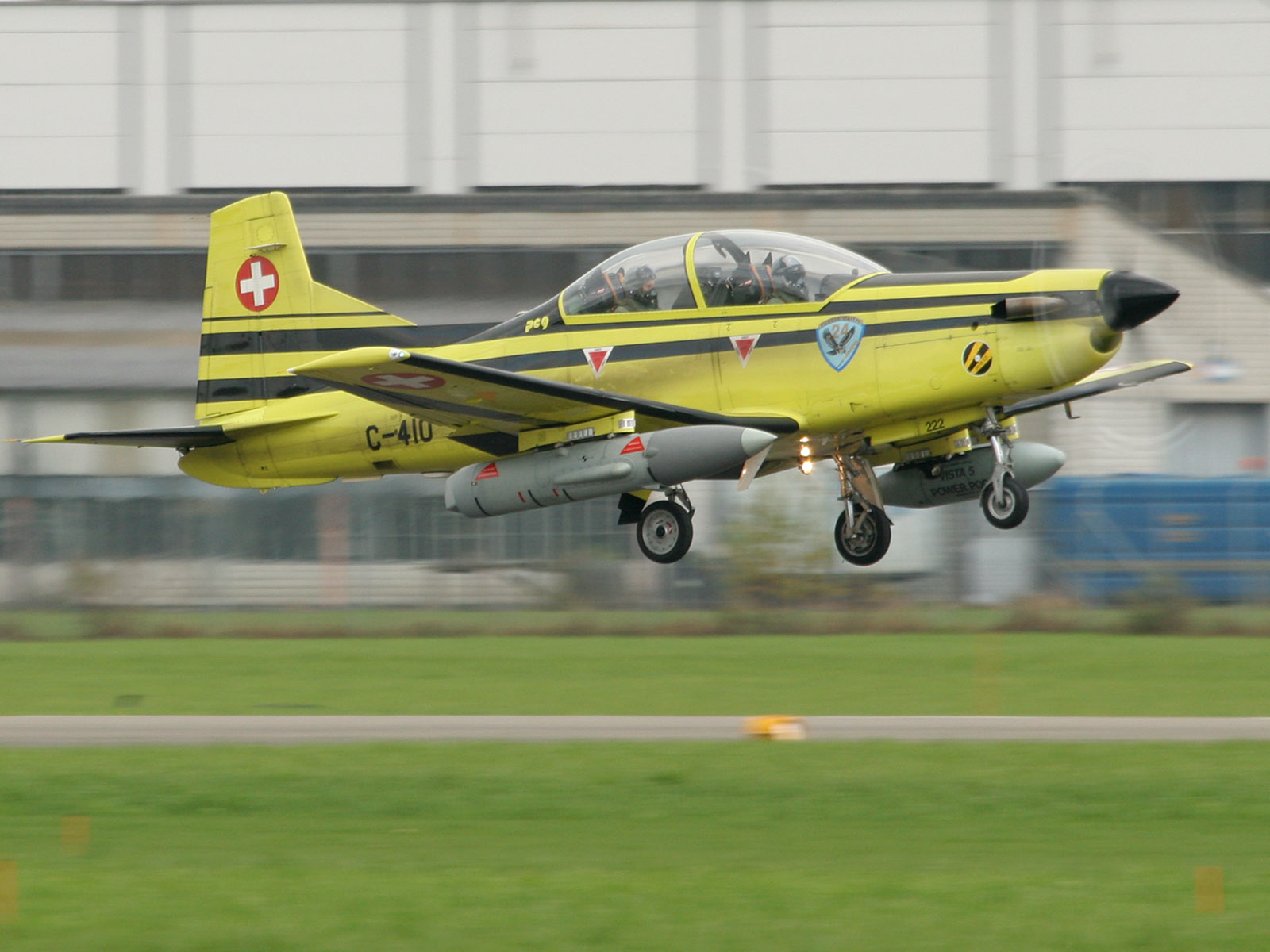
Pilatus PC-9 C-410 in Emmen, Schweizer Luftwaffe mit Vista5-Störsender

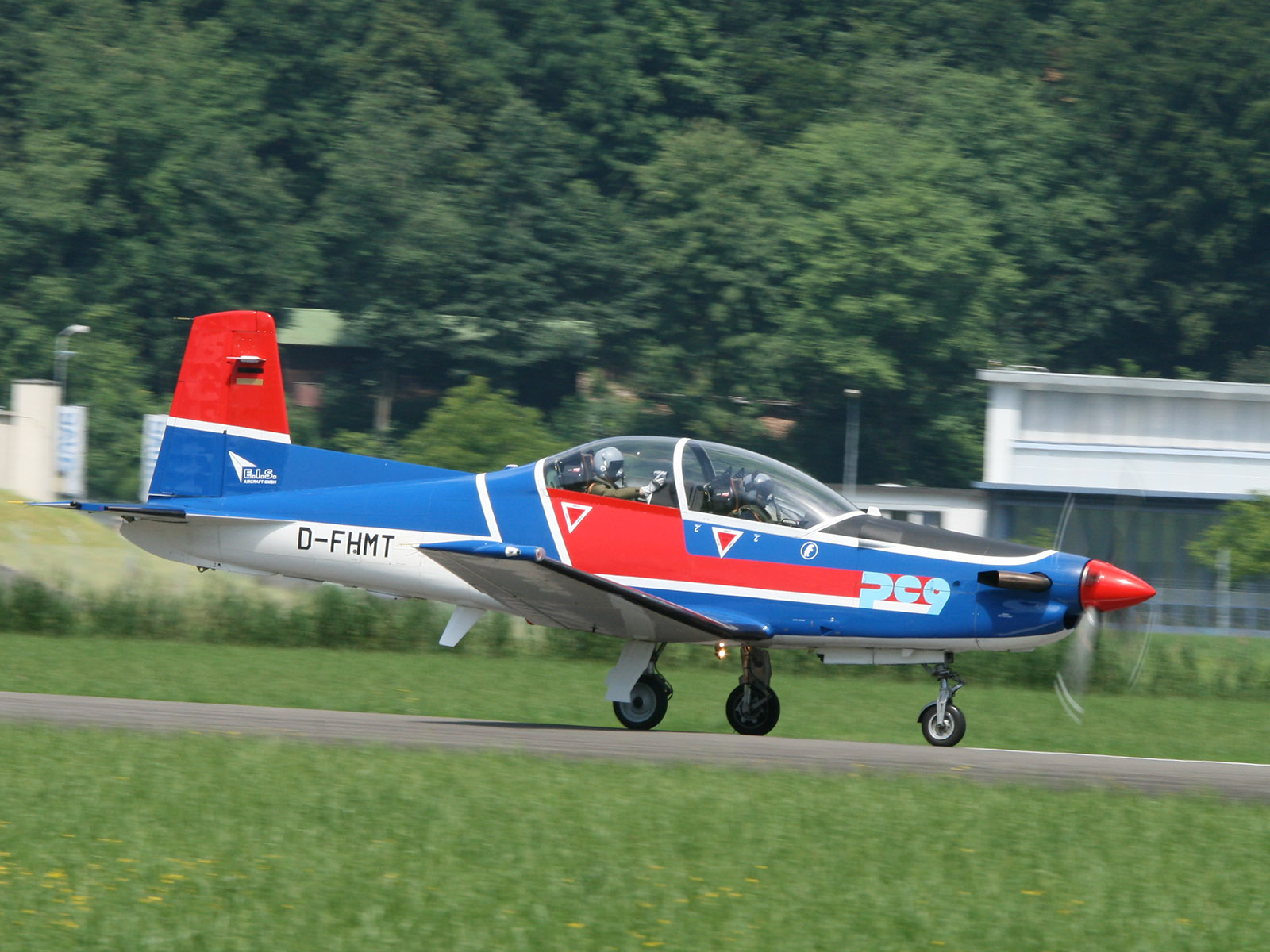
Pilatus PC-9 D-FHMT der E.I.S. Aircraft GmbH

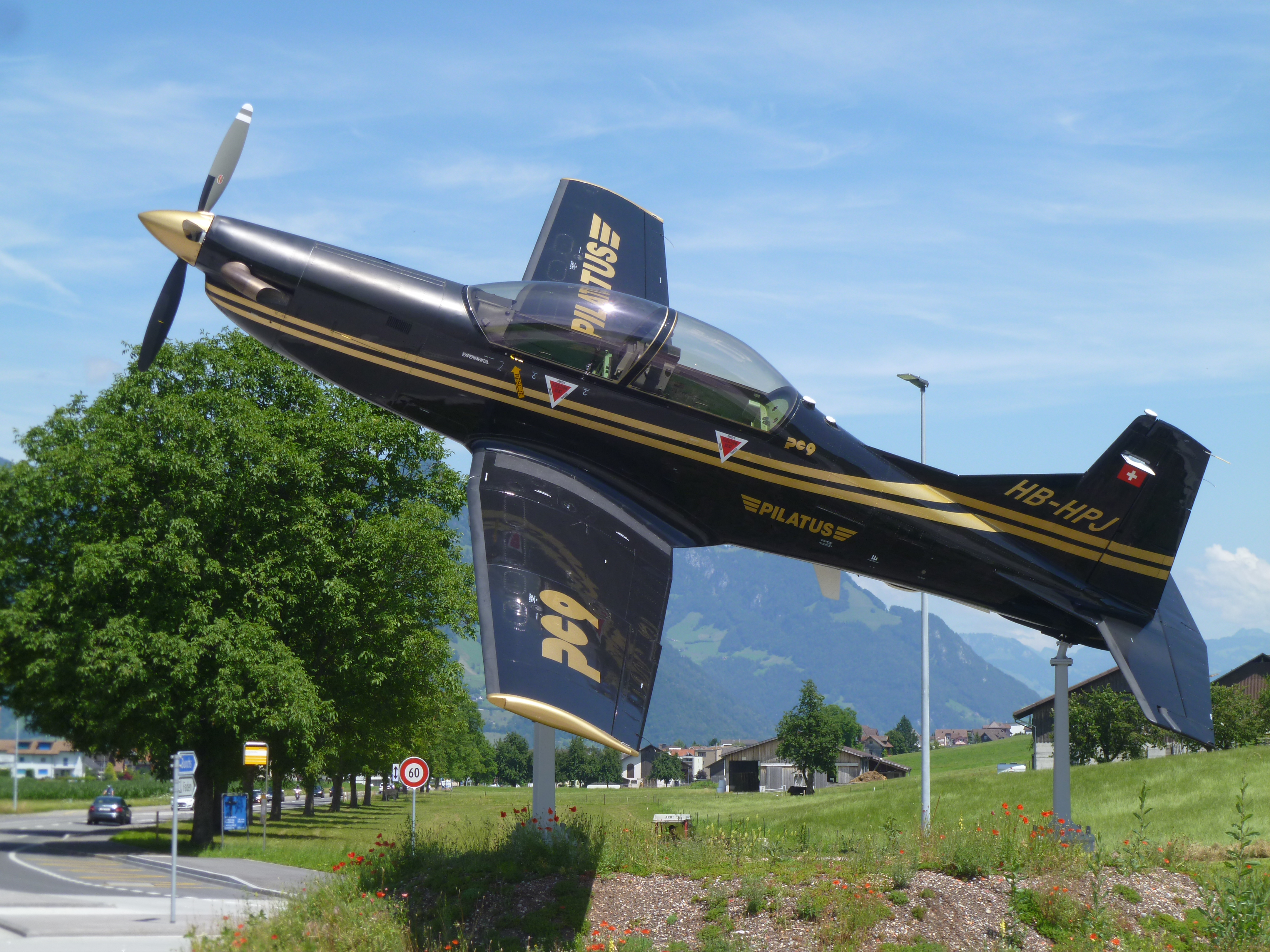
Kunst im Kreisel
ein PC-9 im Kreisverkehr Fadenbrücke

- Die angolanische Luftwaffe verfügte über vier Maschinen, die ab 1987 geliefert wurden. 2023 sollen alle vier Maschinen einsatzfähig gewesen sein.[1]

 Bulgarien
- Die bulgarische Luftwaffe verfügt über sechs Maschinen, die ab 2004 geliefert wurden und 2023 vollzählig im Dienst standen.[1]

 Irland
- Die irische Luftwaffe verfügt über acht[1] PC-9Ms, die ab 2004 geliefert wurden. Im Jahr 2005 wurden die Flugzeuge mit je zwei Raketenwerfer- und Maschinengewehr-Gondeln aufgerüstet.

 Kroatien
- Die kroatische Luftwaffe verfügt über 20 Maschinen – 17 PC-9M, die ab 1997 neu gefertigt wurden, sowie drei Occasions-Maschinen. 14 Maschinen sollen 2023 einsatzfähig gewesen sein.[1]

 Mexiko
- Die mexikanische Luftwaffe verfügt über zwei PC-9M, die im September 2006 geliefert wurden. Eine Maschine war 2023 im Einsatz.[1]

 Myanmar (Burma)
- Die burmesische Luftwaffe verfügt über zehn Maschinen, die ab April 1986 geliefert wurden. Mindestens ein Flugzeug befindet sich im Museum.[2] Es sollen aber laut Flightglobal Insight 2023 noch 10 Flugzeuge geflogen sein.[1]

 Oman
- Die Luftwaffe des Oman verfügt über zwölf Maschinen, die zwischen 1999 und März 2000 geliefert wurden.

 Slowenien
- Die Slowenische Luftwaffe verfügten über elf Flugzeuge des Typs PC-9M Hudournik (Swift). Drei Maschinen wurden 1995 geliefert (eines davon wurde bei einem Unfall im Jahr 2004 zerstört), neun Maschinen wurden ab November 1998 geliefert. Diese Flugzeuge wurden später in Israel aufgerüstet. Acht  Flugzeuge waren 2023 im Einatz.[1]

 Tschad
- Die Luftwaffe des Tschad verfügt über eine Maschine,[1] die 2006 geliefert wurde. Die Maschine wurde im Auftrag der tschadischen Regierung höchstwahrscheinlich für den Einsatz von Splitterbomben aufgerüstet.

#### Ehemalige Betreiber
Australien
- Die australische Luftwaffe verfügte über 67 Maschinen – zwei wurden direkt von Pilatus geliefert, 17 wurden in Australien aus vorgefertigten Bestandteilen zusammengesetzt und 48 wurden von Hawker de Havilland vollständig in Australien produziert. Ab 2017 wurden die australischen PC-9 nach und nach durch die PC-21 ersetzt.[3] 2019 verabschiedete sich die Royal Australian Air Force von der PC-9.[4]

 Irak
- Die irakische Luftwaffe erhielt 20 Maschinen, die ab 1987 geliefert wurden. Am 22. März 1991 verliess der Pilot einer PC-9 das Flugzeug mit dem Schleudersitz, als eine nahe ihm fliegende Su-22 von einer F-15 abgeschossen wurde.[5]

 Saudi-Arabien
- Die Royal Saudi Air Force verfügte über 50 Maschinen, die ab Dezember 1986 geliefert wurden. Dieses Geschäft wurde via British Aerospace abgewickelt. 2015 waren die PC-9 der zwei Staffeln der Fliegerschule durch PC-21 ersetzt worden.[6]

 Schweiz
- Für die Schweizer Luftwaffe flogen insgesamt 16 individuelle Maschinen, die zunächst ab 1987 gemietet wurden. Vier Flugzeuge (Reg. A-791, A-792, A-795 und A-797) wurden nach Gebrauch an Pilatus zurückgegeben.[7] Nach einer Kollision 1998 war die Maschine C-404 zerstört, die C-405 konnte notlanden und wurde repariert.[8], 2012 wurde die Flotte auf 8 Maschinen reduziert,[9] die C-401 kam ins Museum Dübendorf.[10] 2017 gab die Luftwaffe noch vier aktive Flugzeuge an.[11][12] Das Ende der Nutzung war im Dezember 2022 nach total 28.698 Flugstunden erreicht.[13] Drei Flugzeuge wurden 2023 an Legacy Warbirds verkauft.[14]

 Thailand
- Zwischen 1991 und 1996 erwarb die Royal Thai Air Force 36 Maschinen als Trainer. 23 Maschinen waren später bei der 2nd Flying Training School im Dienst und auf den Standard PC-9M modernisiert worden. Eine weitere Maschine wurde aus ungeklärten Gründen in Stans gelagert. Vier Abstürze sind bekannt. Im Februar 2024 verabschiedete die Royal Thai Air Force 22 ihrer PC-9, nachdem die weiter entwickelten T-6TH ausgeliefert worden waren.[15]

 Vereinigte Staaten
- Die United States Army flog von 1991 bis 1996 drei PC-9 als Zielflugzeuge und zum Test. Diese Flugzeuge wurden nach Slowenien verkauft.[16]

 Zypern
- Die zypriotische Nationalgarde verfügte über zwei Maschinen, die nach 1989 geliefert wurden. Eine Maschine wurde bei einem Unfall am 10. September 2005 zerstört. Die verbliebene Maschine soll eingelagert worden sein, eine Wiederinbetriebnahme ist nicht bekannt.[17]

### Zivile Betreiber
Deutschland
- Die QinetiQ (vor 2018 die E.I.S. Aircraft GmbH[18]) verfügte über zehn Maschinen, die als Zielschleppflugzeuge sowohl für die deutsche Luftwaffe als auch für NATO-Partner verwendet werden. Sie dienen zudem der Ausbildung der Fliegerleitoffiziere (Forward Air Controller FAC/JTAC) der Luftwaffe und des Heeres, sie sind für beide Zwecke mit militärischer Avionik und Zieldarstellungsmitteln ausgerüstet. Sie lösten Anfang der 1990er-Jahre die OV-10 Bronco ab, die noch von der deutschen Luftwaffe selbst betrieben wurden. Die PC-9 tragen zivile Kennzeichen.

Am 27. September 2012 stürzte eine Maschine dieses Typs bei Gnoien in Mecklenburg-Vorpommern bei der Zieldarstellung auf Grund eines Vogelschlags durch einen Fischadler ab.
Am 20. September 2023 stürzte eine PC-9 in Osthessen ab, beide Insassen kamen bei dem Zwischenfall ums Leben.
 Vereinigtes Königreich
- BAE Systems verfügt im Zusammenhang mit einem Geschäft mit der saudischen Luftwaffe über zwei Entwicklungsflugzeuge, die mit britischen Militärkennzeichnungen fliegen.

## Technische Daten
| Kenngröße               | Daten                                                                                           |
| ----------------------- | ----------------------------------------------------------------------------------------------- |
| Besatzung               | 1 + 1                                                                                           |
| Länge                   | 10,17 m                                                                                         |
| Spannweite              | 10,12 m                                                                                         |
| Höhe                    | 3,26 m                                                                                          |
| Flügelfläche            | 16,29 m²                                                                                        |
| Flügelstreckung         | 6,3                                                                                             |
| Leermasse               | 1.685 kg                                                                                        |
| Startmasse              | 3.200 kg (max. 530 l Kraftstoff)                                                                |
| Reisegeschwindigkeit    | 556 km/h auf 6.100 m oder 500 km/h auf Meereshöhe                                               |
| Höchstgeschwindigkeit   | 593 km/h auf 6.100 m                                                                            |
| Überziehgeschwindigkeit | 128 km/h                                                                                        |
| max. Steigrate          | 20,7 m/s                                                                                        |
| Startrollstrecke        | 242 m                                                                                           |
| Landerollstrecke        | 350 m                                                                                           |
| Lastvielfache           | +7/−3,5g                                                                                        |
| Dienstgipfelhöhe        | 11.580 m                                                                                        |
| Reichweite              | 1.642 km                                                                                        |
| Triebwerke              | eine Propellerturbine Pratt & Whitney Canada PT6A-62 mit 950 WPS (709 kW, 857 kW Startleistung) |
| Propeller               | Hartzell Vierblatt mit 2,44 m Durchmesser                                                       |

## Außenlasten
Bewaffnung bis zu 1.044 kg an sechs Außenlaststationen
Freifallbomben
- 2 × Mark 82 LDGP (241-kg-/500-lb-Freifallbombe)
- 2 × Mark 77 (230-kg-/507-lb-Napalmbombe)
- 2 × Cardoen CB-500 (245-kg-Streubombe mit 240 PM-1-Bomblets)
- 2 × Ferrimar WB-500 (227-kg-/500-lb-Streubombe mit 240 Bomblets)
- 2 × IT SA ABL-250 (250-kg-Streubombe mit 250 Bomblets)
- 6 × Mark 81 LDGP (118-kg-/260-lb-Freifallbombe)
- 6 × Avibras AV BI-200 (177-kg-Napalmbombe)
- 6 × SAMP 81 AF (125-kg-Sprengbombe)
- 6 × SAMP BL6/7 (118-kg-Sprengbombe)
- 6 × SAMP BL8/9/18 (120-kg-Splitterbombe)
- 6 × SAMP BL25/26 (125-kg-Splitterbombe)
- 6 × Cardoen CB-130 (60-kg-Streubombe mit 50 PM-1-Bomblets)
- 6 × Ferrimar WB-250 (113-kg-/500-lb-Streubombe mit 130 Bomblets)
- 6 × IT SA ALD-125 (120-kg-Sprengbombe)
- 6 × IT SA BIN-100 (100-kg-Napalmbombe)
- 6 × Expal BR 125 (125-kg-Sprengbombe)

Ungelenkte Luft-Boden-Raketen
- 4 × Raketen-Rohrstartbehälter FN Herstal LAU-7A für je 7 × ungelenkte Luft-Boden-Raketen Hydra; Kaliber 70 mm
- 4 × Raketen-Rohrstartbehälter TBA 68-7 für je 7 × ungelenkte Luft-Boden-Raketen SNEB; Kaliber 68 mm
- 4 × Raketen-Rohrstartbehälter TBA Telson 12JF- für je 12 × ungelenkte Luft-Boden-Raketen SNEB; Kaliber 68 mm
- 4 × Raketen-Rohrstartbehälter Matra F2- für je 6 × ungelenkte Luft-Boden-Raketen SNEB; Kaliber 68 mm
- 4 × Avribas LM-70/4 SBAT-70 Skyfire-Raketen-Rohrstartbehälter für je 4 × ungelenkte Luft-Boden-Raketen SBAT-70; Kaliber 70 mm
- 4 × Avribas LM-70/7 SBAT-127 Skyfire-Raketen-Rohrstartbehälter für je 7 × ungelenkte Luft-Boden-Raketen SBAT-70; Kaliber 70 mm
- 4 × SNIA Medusa-Raketen-Rohrstartbehälter für je 6 × ungelenkte Luft-Boden-Raketen SNIA-BPD; Kaliber 81 mm

Externe Behälter
- 1 × Saab Erijammer A100 (ALQ-503 bzw. Vista-5) EKF-Behälter (Störsender)[22]
- 2 × Giat M621-Maschinenkanonenbehälter mit je 1 × 20-mm-Maschinenkanone AME 582 mit 250 Schuss Munition
- 4 × FN Herstal ETNA-TMP-5-Maschinengewehrbehälter mit je 2 × 7,62-mm-Maschinengewehren FN MAG 58P mit je 500 Schuss Munition
- 4 × FN Herstal HMP-250-LCC-Maschinengewehrbehälter mit je 1 × 12,7-mm-Maschinengewehr FN-M3P mit 250 Schuss Munition
- 4 × FFV UNI-Pod 0127-Maschinengewehrbehälter mit je 1 × 12,7-mm-Maschinengewehr AN-M3 mit 220 Schuss Munition
- 4 × Aerea SpA TGP-Maschinengewehrbehälter mit je 2 × 7,62-mm-Maschinengewehren mit 1000 Schuss Munition
- 2 × SNIA MTP-Behälter mit je 1 × 12,7-mm-Maschinengewehr mit 250 Schuss sowie je 6 × ungelenkte Luft-Boden-Raketen SNIA PBD 81; Kaliber 81 mm
- 2 × abwerfbarer Zusatz-Treibstofftank für je 248 Liter Kerosin
- 2 × abwerfbarer Zusatztank für je 145 Liter Kerosin
- 1 × MBV-25 Schleppwinde für Schleppsack